# Harvey Schroeder
Pour les articles homonymes, voir Schroeder.
Harvey Wilfred Schroeder (né le 16 juin 1933) est un homme politique canadien en Colombie-Britannique. Il est député provincial créditiste de Chilliwack de 1972 à 1986. 
Président de l'Assemblée législative de la Colombie-Britannique de mars 1978 à août 1982, il avait précédemment servi comme vice-président depuis 1976. Il siège aussi au cabinet du premier ministre Bill Bennett au poste de ministre de l'Agriculture et de l'Alimentation d'août 1982 à février 1986.

## Biographie
Né dans le hameau de Main Centre (en) en Saskatchewan, Schroeder travaille comme comptable pour Canada Packers avant d'ouvrir sa propre entreprise à Chilliwack.
Il est candidat afin de devenir chef lors de la course à la direction du Parti crédit social, mais s'incline en troisième position derrière Bill Bennett et Robert McClelland